# Ouratea sulcatinervia
Ouratea sulcatinervia là một loài thực vật có hoa trong họ Ochnaceae. Loài này được Whitefoord mô tả khoa học đầu tiên năm 1992.